# Gottlieb Amadeus z Windischgrätze
Gottlieb Amadeus z Windischgrätze (Karel Gottlieb Amadeus hrabě z Windischgrätze / německy Karl Gottlieb Amadeus Graf von Windischgrätz, 13. března 1630 Řezno – 25. prosince 1695 Vídeň) byl rakouský šlechtic a významný diplomat ve službách Habsburků. Kromě rodového dědictví v Rakousku získal majetek na Moravě a byl rytířem Řádu zlatého rouna.

## Kariéra v diplomacii a dvorských úřadech
Byl synem Bartoloměje z Windischgrätze (1593–1633) a jeho manželky Anny Sidonie z Herbersteinu († 1654), byl vychován v protestantském vyznání. Již v mládí vstoupil do habsburských služeb a v roce 1658 byl jmenován členem říšské dvorské rady, téhož roku byl povýšen do říšského hraběcího stavu. Poté působil hlavně v diplomacii, pobýval v italských knížectvích (1661) a ve Švédsku (1663–1664). Po dlouhé době byl prvním stálým a řádným vyslancem císaře ve Francii, i když zde pobyl jen krátkou dobu (prosinec 1670 – duben 1671). Pak byl pověřen diplomatickou cestou po severoněmeckých státech a Dánsku (1673–1674).
Až v roce 1682 konvertoval na katolickou víru, což mu přineslo potvrzení říšského hraběcího stavu. V letech 1683–1688 byl císařským komisařem na říšském sněmu v Řezně, kde opět uplatnil své diplomatické schopnosti. V letech 1690–1693 zastupoval zájmy Habsburků na kongresu v Haagu, mezitím byl v roce 1692 jmenován nejvyšším maršálkem císařského dvora. Svou kariéru završil jako říšský vicekancléř (1693[zdroj?]–1695). Na diplomatické misi v Dánsku obdržel Řád slona (1673), poté se stal rytířem Řádu zlatého rouna (1686[zdroj?]).

## Rodinné a majetkové poměry

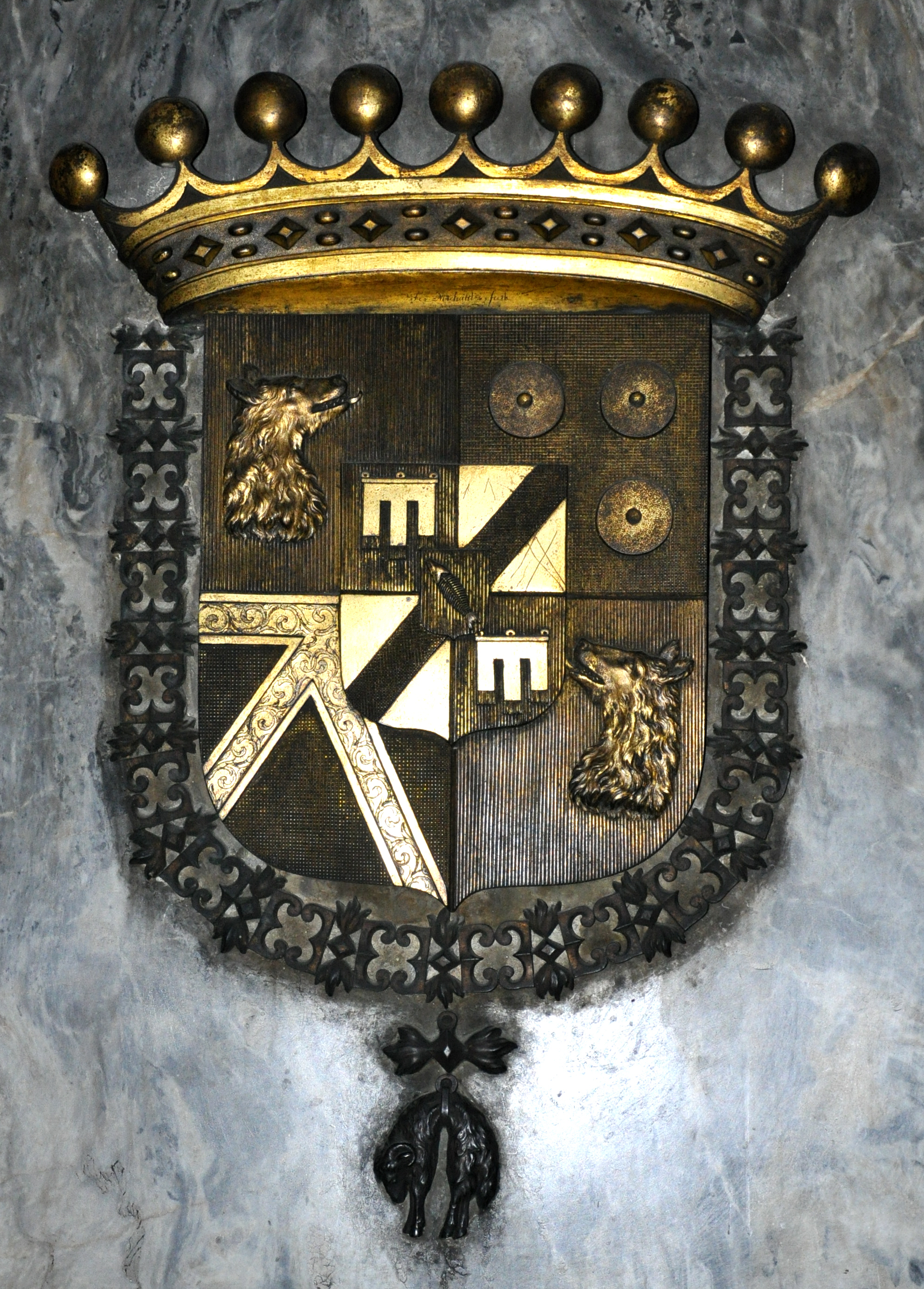
Hraběcí erb Windischgrätzů s dekorací Řádu zlatého rouna

Základem jeho majetku bylo panství Trautmansdorf v Dolních Rakousích, které zdědil v roce 1656, k němu později přikoupil panství Götzendorf (1679) a St. Peter (1682). 
Jeho první manželkou se v roce 1662 stala Amálie Markéta z Holland-Brederode (1630–1663), která ještě před sňatkem patřila k významným osobnostem v Nizozemí. Byla vdovou po Albrechtu Jindřichovi Slavatovi (1610–1656), který po matce pocházel z rodu Smiřických. Jeho matka Markéta Salomena Slavatová, rozená Smiřická (1597–1654), učinila Gottlieba Amadea svým dědicem a ten po její smrti podnikl kroky ke získání části dědictví vymřelého rodu Smiřických (Hrubá Skála, Kostelec nad Černými lesy). Přestože případ obrovského majetku Smiřických byl vyřešen již v době pobělohorských konfiskací, Gottlieb Adam se svým druhým sňatkem stal příbuzným císařské rodiny a v roce 1676 obdržel jako kompenzaci za své nároky 300 000 zlatých ze státní pokladny.
Jeho druhou manželkou byla po svatbě 2. dubna 1665 v Norimberku hraběnka Marie Eleonora z Oettingen-Oettingenu (1649–1681), sestřenice císařovny Eleonory Magdaleny. Tento příbuzenský vztah se odrazil nejen ve výše uvedené transakci za dědictví Smiřických, ale také v další kariéře Windischgrätzů. Potřetí se oženil v roce 1683 s hraběnkou Marií Terezií ze Saurau (1657–1713). Ta v roce 1695 koupila panství Přerov na Moravě, v okolí již předtím i později získala další statky. Z druhého a třetího manželství se narodilo čtrnáct dětí, většina z nich ale zemřela v dětství nebo v mládí bez potomstva. Pokračovateli rodu byli pozdější prezident říšské dvorské rady Arnošt Bedřich z Windischgrätze (1670–1727) a diplomat Leopold Viktorin z Windischgrätze (1686–1746).